# Календар Чернігівського земляцтва
«Календар Чернігівського земляцтва» — щорічне видання товариства «Чернігівське земляцтво у місті Києві», що виходило з 1997 по 2006 у Києві.
За основу першого щорічника був узятий «Черниговский историко-археологический отрывной календарь на 1906 год», підготовлений у свій час діячами статистичного комітету Чернігівського губернського земства.
- 1997 — випуск присвячений рецептам народної медицини фітотерапевта Наталі Земної (Зубицької), що народилася на Чернігівщині — у селі Крехаїв Козелецького району.
- 1998 «Історичний календар Чернігівщини»
- 1999 «Календар Чернігівщини — на межі тисячоліть, 1999–2000» — матеріали про історичних осіб Чернігівщини від князів Х-ХІ ст. до наших днів
- 2000 «Чернігівщина земля козацька» — історія козаччини у масштабі Чернігівщини
- 2001 «Чернігівщино, земле моя» — присвячений природі Чернігово-Сіверщини,
- 2002 «Духовні святині Чернігівщини» — релігійно-духовні святині, церкви, монастирі, собори.
- 2003 «Чернігівщина в огні» — до 60-річчя звільнення Чернігівщини від німецько-фашистських загарбників
- 2004 «Співоче поле Чернігівщини» — музичні традиції Чернігівщини
- 2005 «Чернігівщина краєзнавча» — історичне краєзнавство в області.
- 2006 «Собори наших душ» — присвячений десятій річниці створення земляцтва, розповідає про віхи його становлення діяльність регіональних осередків та об'єднань, відомих людей, події, а також про інші земляцтва столиці.

У кожнім з календарів також подаються матеріали про членів товариства «Чернігівське земляцтво».